# Girolamo Faccini
Girolamo Faccini (* 1547 in Ferrara; † 1614 ebendort) war ein italienischer Maler und jüngerer Bruder des Malers Bartolomeo Filippo Faccini.

## Leben
Faccini wurde zu Beginn des Jahres 1547 in Ferrara geboren und am 10. Januar in der Kirche Santa Maria in Vado getauft. Seine Ausbildung erhielt er vermutlich wie sein Bruder bei Girolamo da Carpi. Es wird angenommen, dass er seinen Bruder bei den Arbeiten im Castello Estense in Ferrara assistiert hat. Spätere Dokumente erwähnen ihn bei der Bemalung von 8 Wappen in einem großen Raum des Palazzo del Turco in Ferrara und bei der Ausschmückung von Triumphbögen für den Besuch von Papst Clemens VIII. in Ferrara.
Am 15. Oktober 1608 wurde Girolamo Faccini, zusammen mit Ippolito Casoli und Giovanni Battista Magagnini, mit der Ausschmückung des Presbyteriums und des Kirchenschiffes von San Paolo beauftragt. Die Arbeiten sollten ursprünglich 3 Jahre dauern, waren aber im Jahr 1613 noch nicht abgeschlossen, was wahrscheinlich auf den Tod von Magagnini Im Jahr 1612 zurückzuführen ist.
Danach arbeitet er mit Casoli und Girolamo Grassaleoni an der Ausschmückung von Santa Maria in Vado. Von ihm stammen die vier Propheten in hell/dunkel und Gelb in den Ecken der Scheinkuppel und einige kleine Engel. Von dieser Bemalung, die ursprünglich den gesamten Innenraum ausfüllten, sind heute nur noch Reste an der Gegenfassade und den ersten 3 Altären der rechten Seite vorhanden.
Girolamo hatte einen Sohn, Annibale, der in Dokumenten als Maler erwähnt wird, von dem aber keine näheren Informationen bekannt sind.
Girolamo Faccini starb 1614 in Ferrara und wurde am 29. November in der Kirche Sant’Antonio begraben.